# National Museum of Women in the Arts
National Museum of Women in the Arts – jedyne na świecie muzeum sztuki nowoczesnej dedykowane wyłącznie sztuce kobiet. Jego siedziba mieści się w centrum Waszyngtonu przy 1250 New York Ave NW w dawnej świątyni loży masońskiej. Założone zostało w 1987 r. przez Wallace’a i Wilhelminę Holladay. W kolekcji znajduje się ponad 4.500 dzieł sztuki w tym m.in.  prace Magdaleny Abakanowicz, Louise Bourgeois, Mary Cassatt, Fridy Kahlo, Käthe Kollwitz, Georgii O’Keeffe i Élisabeth Vigée-Lebrun.
Obraz Lotte Laserstein Morning Toilette z 1930, był pierwszą zakupioną pracą do zbiorów muzeum w 1988.